# گونک (اسکل‌آباد)
گونک، روستایی در دهستان اسکل‌آباد بخش مرکزی شهرستان تفتان در استان سیستان و بلوچستان ایران است.

## جمعیت
بر پایه سرشماری عمومی نفوس و مسکن در سال ۱۳۹۵، جمعیت این روستا برابر با ۲۱۹ نفر (۵۹ خانوار) بوده‌است.